# Myxilla macrosigma
Myxilla macrosigma är en svampdjursart som beskrevs av Boury-Esnault 1971. Myxilla macrosigma ingår i släktet Myxilla och familjen Myxillidae. Inga underarter finns listade i Catalogue of Life.